# Vates pectinata
Vates pectinata är en bönsyrseart som beskrevs av Henri Saussure 1871. Vates pectinata ingår i släktet Vates och familjen Mantidae. Inga underarter finns listade i Catalogue of Life.